# (Hey Won't You Play) Another Somebody Done Somebody Wrong Song
«(Hey Won't You Play) Another Somebody Done Somebody Wrong Song» es una canción interpretada por el cantante estadounidense B. J. Thomas. Fue publicada en enero de 1975 como sencillo principal del álbum Reunion.

## Composición y arreglos
La canción fue compuesta en un compás de 4
4 con un tempo de 100 pulsaciones por minuto y está escrita en la tonalidad de fa mayor. Las voces van desde C4 a E♭5. Musicalmente, «(Hey Won't You Play) Another Somebody Done Somebody Wrong Song» ha sido descrita como una canción de country. Aunque Thomas no tendría ningún otro éxito importante en las listas country durante ocho años más, esta exitosa canción encabezó su futuro éxito como un artista convencional en ese género.

## Recepción de la crítica
Un escritor no especificado de la revista Cash Box elogió su “producción sensible”, y creyó que “definitivamente es material para que B.J. regrese a las listas de éxitos en la forma a la que está acostumbrado”. Un escritor no especificado de Billboard señaló que “Thomas tiene su mejor oportunidad en años de llegar directamente a la cima con esta [canción] de rock orientada al country”.

## Revisión retrospectiva
En una reseña posicionando cada canción #1 de los años 1970 de peor a mejor, el crítico de Cleveland.com, Troy L. Smith, posicionó la canción en el puesto #237. Smith la consideró “una canción algo olvidable sobre canciones tristes”, aunque elogió su “sensación de autenticidad”.
En una reseña retrospectiva de su columna The Number Ones, el escritor de Stereogum, Tom Breihan, elogió el arreglo de la canción que en su mayor parte clava el sonido countrypolitan de Nashville, con sus cuerdas hinchadas y sus murmullos consoladores de la guitarra de acero con pedal.

## Rendimiento comercial

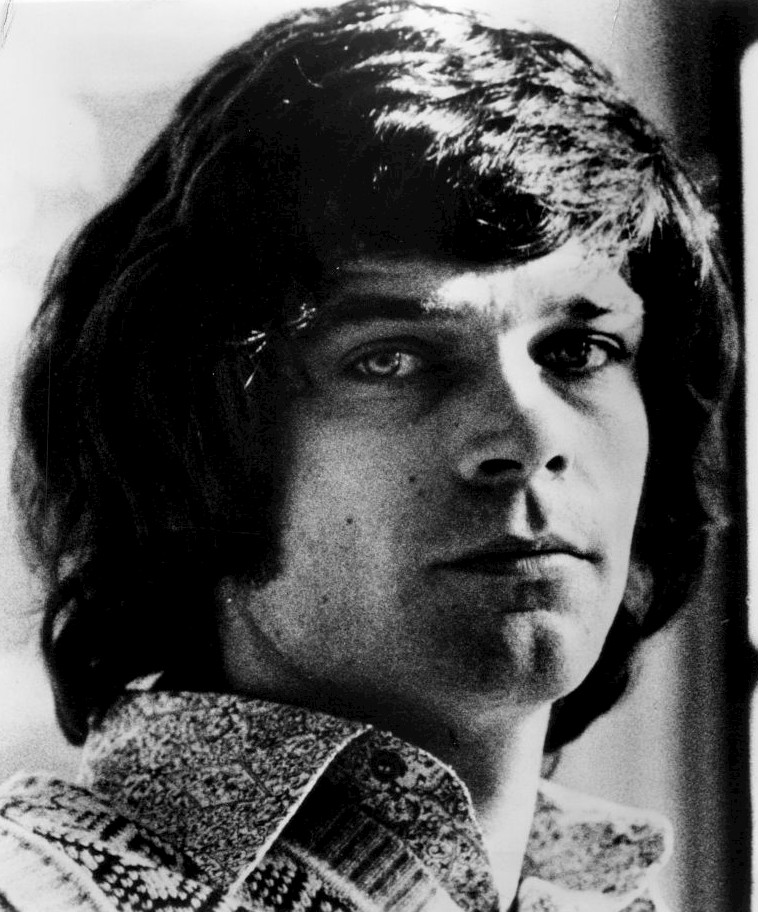
B. J. Thomas obtuvo uno de los mayores éxitos multiformato de 1975 con «Another Somebody Done Somebody Wrong Song».

En Estados Unidos, «Another Somebody Done Somebody Wrong Song» debutó en el número 50 en la lista Top 50 Easy Listening durante la semana que terminó el 8 de febrero de 1975, donde se desempeñó como el debut más bajo de la edición. Después de escalar de manera constante la lista durante siete semanas consecutivas, encabezó la lista el 22 de marzo, donde desplazó la canción de Neil Diamond, «I've Been This Way Before», de la posición más alta. El sencillo salió de la lista Top 50 Easy Listening el 17 de mayo en el número 19; en total, pasó quince semanas consecutivas entre los rankings de la lista. En la lista de sencillos de todos los géneros, el sencillo alcanzó el puesto número 1 el 26 de abril. B. J. Thomas obtuvo uno de los mayores éxitos multiformato de 1975 con el sencillo, ya que además de encabezar la lista Easy Listening y Hot 100, también encabezó la lista Hot Country Singles. Con diez palabras, incluida la parte entre paréntesis «Hey Won't You Play», se convirtió en el título más largo de cualquier sencillo en encabezar la lista Hot 100 hasta ese momento. Mantendría el récord durante seis años hasta que «Stars on 45» de Stars on 45, cuyo título de lista adecuado tiene 41 palabras debido a un acuerdo de derechos de autor, subió a la cima en el verano de 1981.
Fuera del país natal de Thomas, el sencillo tuvo un éxito comercial menor. En Canadá, debutó en el puesto número 44 de la lista RPM Pop Music Playlist durante la semana que terminó el 15 de marzo, donde se desempeñó como el tercer debut más alto de la edición. En su quinta semana en la lista, «Another Somebody Done Somebody Wrong Song» alcanzó el número 1 que anteriormente ocupaba «My Boy» de Elvis Presley. «Another Somebody Done Somebody Wrong Song» salió de la lista Pop Music Playlist el 24 de mayo en el número 38; en total, pasó once semanas consecutivas entre los rankings de la lista. En la lista de sencillos de todos los géneros, el sencillo alcanzó el puesto número 3 el 10 de mayo. También alcanzó el puesto número 10 en la lista australiana Kent Music Report.

## Posicionamiento

### Gráfica semanal
| Gráfica (1975)                                 | Pico de posición |
| ---------------------------------------------- | ---------------- |
| Australia (Kent Music Report)                  | 10               |
| Canadá (RPM Top Singles)                       | 3                |
| Canadá (RPM Pop Music Playlist)                | 1                |
| Canadá (RPM Country Playlist)                  | 2                |
| Estados Unidos (Billboard Hot 100)             | 1                |
| Estados Unidos (Billboard Easy Listening)      | 1                |
| Estados Unidos (Billboard Hot Country Singles) | 1                |
| Nueva Zelanda (Recorded Music NZ)              | 3                |

### Gráfica de fin de año
| Gráfica (1975)                                 | Pico de posición |
| ---------------------------------------------- | ---------------- |
| Australia (Kent Music Report)                  | 74               |
| Canadá (RPM Top Singles)                       | 23               |
| Canadá (RPM Country Playlist)                  | 6                |
| Estados Unidos (Billboard Hot 100)             | 18               |
| Estados Unidos (Billboard Easy Listening)      | 5                |
| Estados Unidos (Billboard Hot Country Singles) | 19               |

## Certificaciones y ventas
| País                                                     | Certificación | Ventas   |
| -------------------------------------------------------- | ------------- | -------- |
| Estados Unidos (RIAA)                                    | Oro           | 500 000* |
| *cifras de ventas basadas únicamente en la certificación |               |          |